# Henning Wiechers
Henning Wiechers (* 27. April 1974 in Mannheim) ist ein ehemaliger deutscher Handballtorwart und heutiger Geschäftsmann.

## Karriere
Von 2002 bis 2005 spielte er beim VfL Gummersbach, doch nach Einschätzung vom Trainer des VfL Gummersbach war Norwegens Nationaltorhüter Steinar Ege der gesetzte Mann und Wiechers wechselte zum HSV Hamburg. In der Saison 2005/06 spielte er beim HSV Hamburg in der Handball-Bundesliga. Dort bildete er mit Goran Stojanović das Torwartgerüst, welches durch den Nachwuchstorwart Tobias Mahncke noch ergänzt wurde. Anfang 2007 wechselte er für ein halbes Jahr zum TuS N-Lübbecke, im Sommer 2007 schloss er sich dem in die 2. Liga aufgestiegenen TV Korschenbroich an, wo sein Vertrag nach einigen Monaten aufgelöst wurde. Seit November 2008 stand er im Kader des Zweitligaaufsteigers Leichlinger TV, bei dem er einen Vertrag bis zum Saisonende unterzeichnet hatte, wo er den in einem Ligaspiel mit Schienbeinbruch verletzten Stefan Nippes ersetzte. Ab November 2014 hütete er das Tor der HSG Niederpleis/Sankt Augustin. Seit der Saison 2015/16 spielt er beim HSV Bockeroth.

## Privates
Henning Wiechers betreibt privat die Homepage Singlebörsen-Vergleich.de.

## Erfolge
- EM-Bronze 1998
- Gewinner Europapokal der Pokalsieger 2002
- DHB-Pokalsieger 2006
- 18 Länderspiele für den DHB